# فرنسيس كان
فرنسيس كان هو لاعب هوكي الجليد كندي، ولد في 19 يناير 1923 في ستراتفورد في كندا، وتوفي في 29 مارس 2016.

## وصلات خارجية
- فرنسيس كان على موقع دوري الهوكي الوطني (الإنجليزية)
- فرنسيس كان على موقع قاعة مشاهير الهوكي (لاعب أن.إتش.أل) (الإنجليزية)
- فرنسيس كان على موقع EliteProspects.com (الإنجليزية)
- فرنسيس كان على موقع HockeyDB.com (الإنجليزية)
- فرنسيس كان على موقع Hockey-Reference.com (الإنجليزية)